# John Holyoaks Goodricke
John Holyoaks Goodricke, 5:e baronet, född 1708, död 1789, var en brittisk diplomat. Han var brorsons son till Henry Goodricke.
Efter att de diplomatiska förbindelserna med Storbritannien avbrutits 1748 dröjde det ett årtionde, innan brittiska regeringen lät besätta ministerposten i Stockholm. Hattarna, som i hög grad fruktad det stöd som mössorna skulle få, om platsen på nytt besattes, fann en förevändning att neka att motta den till posten utsedde Goodricke. Denne slog sig då ned i Köpenhamn, till dess att man 1764 tvingades att godta honom. Han kastade sig med iver in i partipolitiken och bidrog kraftigt till hattarnas fall och var mössornas pålitliga stöd fram till statskuppen 1772. I brist på såväl korruptionsmedel som instruktionen fick han nöja sig med att vara passiv åskådare till omvälvningen, som för framtiden omintetgjorde hans vidare inblandning i Sveriges inre angelägenheter. På sommaren 1773 blev Goodricke hemkallad. Goodricke utnämndes samma år till medlem av Privy council. Han blev även ledamot av parlamentet.